# Окроскеди (Мтиспири)
Окроскеди (груз. ოქროსქედი) — село в Грузии, на территории Озургетского муниципалитета края (мхаре) Гурия.

## География
Село находится в западной части Грузии, на правом берегу реки Бахвисцкали, на расстоянии приблизительно 10 километров (по прямой) к востоку от города Озургети, административного центра муниципалитета.

## Население
По результатам официальной переписи населения 2014 года, в Окроскеди проживало 209 человек (98 мужчин и 111 женщин). В национальной структуре населения грузины составляли 100 %.
| Год  | Население, человек |
| ---- | ------------------ |
| 2002 | 170                |
| 2014 | ↗ 209              |